# Insider Inc.
Pour les articles homonymes, voir Insider.
Insider Inc. est une société américaine de médias en ligne connue pour avoir publié le site d'information financière Business Insider et d'autres sites d'information et de médias.

## Histoire
Business Insider a été fondée en 2007 par Henry Blodget et Kevin P. Ryan En 2013, Jeff Bezos a mené une action visant à lever 5 millions de dollars pour Business Insider Inc. par le biais de sa société d'investissement Bezos Expeditions Le 29 septembre 2015, Axel Springer SE a annoncé qu'il avait acquis 88 % des parts de Business Insider Inc. pour un montant déclaré de 343 millions de dollars (306 millions d'euros). Après l'achat, Axel Springer SE détenait une participation d'environ 97 %, et Jeff Bezos détenait les actions restantes par l'intermédiaire de Bezos Expeditions. En 2018, Axel Springer détient une participation de 100 % dans Insider Inc.
Business Insider Inc. a changé de nom en décembre 2017, car la société prévoyait de se diversifier dans les médias sociaux. En janvier 2018, la société a déplacé son siège mondial à New York du Flatiron District au Financial District. En mars 2018, elle a lancé sa première campagne publicitaire, avec le slogan "Get in". En juillet 2018, la société a commencé à utiliser le système de notation de contenu digital de Nielsen pour mesurer son audience vidéo numérique.

## Sites web

### Business Insider et Tech Insider
Business Insider est la première publication d'Insider Inc. axée sur l'actualité économique et financière. Le site web Tech Insider a commencé en 2015 comme un site d'information autonome axé sur la technologie, mais il a finalement été intégré à une section de Business Insider.

### Insider
En 2015, Business Insider a commencé à établir une présence dans les médias sociaux sur Twitter et Facebook pour Insider, son futur site d'information générale comparable à BuzzFeed. Le site Insider.com lancé en mai 2016 se concentre sur les articles de style de vie,.

### Markets Insider
En octobre 2016, Business Insider a lancé Markets Insider, un service de données et d'informations sur les marchés à l'échelle mondiale. Les données sont fournies par le portail financier Finanzen.net, basé en Allemagne, une autre holding d'Axel Springer.

### Business Insider Intelligence
Business Insider Intelligence est un produit de courrier électronique quotidien payant.